# Ava, Missouri
Ava är administrativ huvudort i Douglas County i Missouri. Orten grundades 1871 som Militia Springs och namnbytet till Ava skedde 1881.